# Saturnino Ibongo Iyanga
Saturnino Ibongo Iyanga (Bata, 18 de enero de 1936 - ibidem, 6 de marzo de 1969) fue un político ecuatoguineano, diplomático, periodista y el primer representante de Guinea Ecuatorial en la ONU. 

## Biografía
Se formó en la Escuela Superior Indígena, en Santa Isabel (actual Malabo), obteniendo su diploma de Maestro. Entre 1955 y 1959 ejerció de profesor en la Escuela Generalísimo Franco y en Ramón y Cajal, en la misma ciudad. En 1960 se desplaza a España, desempeñándose como funcionario del Ministerio de Hacienda en la Delegación Foral de Navarra. Periodista por la Universidad de Navarra (Licenciado en 1964) trabajó también para el Diario Ébano y la Agencia EFE. En la Conferencia Constitucional de Guinea Ecuatorial de 1967, participó como portavoz del Movimiento Nacional de Liberación de Guinea Ecuatorial (MONALIGE).
Saturnino Ibongo Iyanga fue uno de los firmantes del Acta de la Independencia de Guinea Ecuatorial, en la ONU el 7 de julio de 1968. Compuso, en colaboración con Atanasio Ndongo, el Himno nacional de Guinea Ecuatorial que se usa desde la independencia del país. Como representante de Guinea Ecuatorial en la ONU, hizo su primera participación en la misma el 12 de noviembre del mismo año, un mes después de la independencia del país.
Fue detenido y asesinado bajo el régimen de Francisco Macías en marzo de 1969, tras haberle acusado de participar en el  supuesto intento de golpe de Estado del 5 de marzo de 1969 liderado por el ministro de Asuntos Exteriores, Atanasio Ndongo. Según algunas fuentes, Ibongo fue asesinado en prisión al día siguiente.